# Tully
Tully (bra/prt: Tully) é um filme americano de 2018, do gênero comédia dramática, dirigido por Jason Reitman e escrito por Diablo Cody.
E estrelado por Charlize Theron, Mackenzie Davis, Mark Duplass e Ron Livingston, o filme fala sobre a amizade entre uma mãe de três filhos e sua babá.
O filme estreou no Festival de Cinema de Sundance de 2018, e foi lançado nos Estados Unidos em 4 de maio de 2018, pela Focus Features.
Tully começou a ser filmado em 22 de setembro de 2016 em Vancouver, Colúmbia Britânica.

## Elenco
- Charlize Theron como Marlo
- Mackenzie Davis como Tully
- Mark Duplass como Craig
- Ron Livingston como Drew

## Prêmios e indicações
| Prêmio             | Categoria                         | Recipiente      | Resultado |
| ------------------ | --------------------------------- | --------------- | --------- |
| Globo de Ouro 2019 | Melhor atriz - comédia ou musical | Charlize Theron | Indicado  |

## Sinopse
Esgotada após o nascimento do terceiro filho, jovem mãe contrata uma babá para ficar com o recém-nascido durante a noite. Com o tempo, nasce entre elas uma grande amizade e confiança.